# Malick Evouna
Malick Evouna   (Libreville, 28 de novembre de 1992) és un futbolista del Gabon de la dècada de 2010.
Fou internacional amb la selecció de futbol del Gabon.
Pel que fa a clubs, destacà a Wydad Casablanca, Al Ahly i CD Santa Clara.